# Very Merry Xmas
Very Merry Xmas – trzydziesty dziewiąty singel południowokoreańskiego zespołu TVXQ, wydany w Japonii 27 listopada 2013 roku przez Avex Trax. Został wydany w trzech edycjach: regularnej CD, limitowanej CD+DVD oraz „Bigeast”. Osiągnął 2 pozycję w rankingu Oricon i pozostał na liście przez 9 tygodni, sprzedał się w nakładzie 133 058 egzemplarzy w Japonii. Singel zdobył status złotej płyty.

## Lista utworów

### CD
| CD | CD                                                      | CD             | CD                              | CD                      | CD      |
| Nr | Tytuł utworu                                            | Tekst          | Kompozycja                      | Aranżacja               | Długość |
| -- | ------------------------------------------------------- | -------------- | ------------------------------- | ----------------------- | ------- |
| 1. | „Very Merry Xmas”                                       | Shinjirō Inoue | Chris Buseck, Tom Hugo Hemansen | Tomoji Sogawa           | 4:08    |
| 2. | „White”                                                 | Shinjirō Inoue | Shinjirō Inoue                  | Shinjirō Inoue          | 4:58    |
| 3. | „Very Merry Xmas -Markus Bogelund’s Audio Ninja Remix-” | Shinjirō Inoue | Chris Buseck, Tom Hugo Hemansen | Marcus Bogelund (remix) | 3:59    |
| 4. | „Very Merry Xmas” (Less Vocal)                          |                | Chris Buseck, Tom Hugo Hemansen | Tomoji Sogawa           | 4:08    |
| 5. | „White” (Less Vocal)                                    |                | Shinjirō Inoue                  | Shinjirō Inoue          | 4:58    |

### CD+DVD
| CD | CD                             | CD             | CD                              | CD             | CD      |
| Nr | Tytuł utworu                   | Tekst          | Kompozycja                      | Aranżacja      | Długość |
| -- | ------------------------------ | -------------- | ------------------------------- | -------------- | ------- |
| 1. | „Very Merry Xmas”              | Shinjirō Inoue | Chris Buseck, Tom Hugo Hemansen | Tomoji Sogawa  | 4:08    |
| 2. | „White”                        | Shinjirō Inoue | Shinjirō Inoue                  | Shinjirō Inoue | 4:58    |
| 3. | „Very Merry Xmas” (Less Vocal) |                | Chris Buseck, Tom Hugo Hemansen | Tomoji Sogawa  | 4:08    |
| 4. | „White” (Less Vocal)           |                | Shinjirō Inoue                  | Shinjirō Inoue | 4:58    |

| DVD | DVD                                             | DVD     |
| Nr  | Tytuł utworu                                    | Długość |
| --- | ----------------------------------------------- | ------- |
| 1.  | „Very Merry Xmas” (Video Clip)                  |         |
| 2.  | „Very Merry Xmas (Video Clip) -Off Shot Movie-” |         |

## Notowania
| Lista                             | Pozycja |
| --------------------------------- | ------- |
| Oricon Weekly Singles Chart       | 2       |
| Oricon Yearly Singles Chart       | 57      |
| Billboard Japan Hot 100           | 3       |
| Billboard Japan Top Singles Sales | 3       |